# Dalian Shide Siwu
Dalian Shide Siwu Football Club (chinesisch 大连实德四五队) war ein professioneller Fußballverein aus der Volksrepublik China. 2008 spielte er in der ersten singapurischen Liga, der S.League
Die Mannschaft des Vereins bestand fast ausschließlich aus Jugendspielern von Dalian Shide aus der Volksrepublik China. Nach nur einer Saison in der S.League zog sich der Verein wieder zurück und wurde durch den Verein Brunei DPMM FC aus Brunei ersetzt.

## Stadion

Queenstown Stadium (2020)

Seine Heimspiele trug der Verein im Queenstown Stadium im Stadtteil Queenstown aus. Das Stadion hat ein Fassungsvermögen von 5000 Personen.

## Saisonplatzierung
| Saison | Liga      | Liga  | Liga   | Liga | Liga | Liga | Liga  | Liga   | Liga     | Pokal         | Pokal |
| Saison | Liga      | Level | Spiele | S    | U    | N    | Tore  | Punkte | Position | Singapore Cup |       |
| ------ | --------- | ----- | ------ | ---- | ---- | ---- | ----- | ------ | -------- | ------------- | ----- |
| 2008   | S. League | 1     | 33     | 5    | 7    | 21   | 26:75 | 22     | 10.      | Vorrunde      |       |

## Spieler Saison 2008
| Nr. |                     | Position | Name           |
| --- | ------------------- | -------- | -------------- |
| 1   | China Volksrepublik | TW       | Wang Guoming   |
| 2   | China Volksrepublik | AB       | Zheng Jianfeng |
| 3   | China Volksrepublik | AB       | Jiang Jihong   |
| 5   | China Volksrepublik | AB       | Ye Shaonan     |
| 6   | China Volksrepublik | MF       | Chi Jinyu      |
| 7   | China Volksrepublik | MF       | Quan Heng      |
| 8   | China Volksrepublik | MF       | Lü Peng        |
| 9   | China Volksrepublik | AB       | Wang Liang     |
| 10  | China Volksrepublik | MF       | Wang Xiaolong  |
| 11  | China Volksrepublik | AB       | Zhao Honglüe   |
| 12  | China Volksrepublik | ST       | Sun Wenlong    |
| 13  | China Volksrepublik | AB       | Wang Dongqing  |

| Nr. |                     | Position | Name         |
| --- | ------------------- | -------- | ------------ |
| 14  | China Volksrepublik | MF       | Xue Ya'nan   |
| 15  | China Volksrepublik | AB       | Liu Yusheng  |
| 16  | China Volksrepublik | MF       | Liu Yulong   |
| 17  | China Volksrepublik | MF       | Li Yunting   |
| 18  | China Volksrepublik | MF       | Ni Yusong    |
| 19  | China Volksrepublik | ST       | Zhang Depeng |
| 20  | China Volksrepublik | ST       | Bi Jinhao    |
| 21  | China Volksrepublik | TW       | Mu Xiaochen  |
| 22  | China Volksrepublik | TW       | Guo Wei      |
| 24  | China Volksrepublik | AB       | Hui Yi       |
| 25  | China Volksrepublik | ST       | Sheng Jun    |

## Trainer 2008
Stand: Saisonende 2008
| Name         | Zeit bei Dalian Shide Siwu | Zeit bei Dalian Shide Siwu |
| Name         | von                        | bis                        |
| ------------ | -------------------------- | -------------------------- |
| Pei Yong Jin | 1. Januar 2008             | 31. Dezember 2008          |